# Bazsa György
Bazsa György (Debrecen, 1940. november 7. –) magyar fiziko-kémikus, egyetemi tanár, a kémiai tudományok doktora. A reakciókinetika ismert kutatója. 1984 és 1989 között a Kossuth Lajos Tudományegyetem Természettudományi Kar dékánja, 1995 és 2000 között az egyetem rektora

## Életpályája
Hosszúpályiban nevelkedett, majd 1954-től a debreceni Állami Fazekas Mihály Gyakorló Gimnáziumban tanult és érettségizett 1958-ban. Ekkor kezdte meg egyetemi tanulmányait a Kossuth Lajos Tudományegyetemen (KLTE, ma Debreceni Egyetem), ahol 1963-ban szerzett vegyészdiplomát. Ezt követően az egyetem Fizikai Kémiai Tanszékén kezdett dolgozni. 1970-ben kapott adjunktusi, 1975-ben egyetemi docensi, 1990-ben pedig egyetemi tanári kinevezést. Ekkortól nyolc éven át a Fizikai Kémiai Tanszék vezetője. 2010-ben professor emeritus címet kapott. 1970-ben és 1972-ben a göttingeni Max Planck Fizikai Kémiai Intézetben, az 1982–1983-as tanévben a bostoni Brandeis University-n volt vendégkutató Irving Epstein csoportjában. Ide később többször is visszatért kutatni.
1978 és 1982 között a debreceni egyetem Természettudományi Karának dékánhelyettese, majd 1990-ig dékánja. Ekkor megválasztották az egyetem rektorhelyettesévé, 1995-ben az egyetem rektorává. A Kossuth-egyetem élén két ciklusban, 1999 végéig, a Debreceni Egyetem megalakulásáig állt. Utóbbinak egy évig rektorhelyettese (prorektora) volt.
1969-ben védte meg egyetemi doktori, 1975-ben a kémiai tudományokban kandidátusi, 1989-ben akadémiai doktori értekezését. A Magyar Tudományos Akadémia Debreceni Akadémiai Bizottság (DAB), a Fizikai Kémiai Bizottság, a Koordinációs Kémiai, valamint a Reakciókinetikai és Katalízis Munkabizottság tagja volt, illetve ma is az. Kétszer három évig az MTA-ban közgyűlési doktorképviselő, ennek második ciklusában az Akadémia elnökségének választott tagja is. 1990 óta a Kémiai Tudományok Osztályának tanácskozó tagja, illetve állandó meghívottja.
A Reaction Kinetics and Catalysis (ma Reaction Kinetics, Mechanisms and Catalysis), a Felsőoktatási Műhely, a Debreceni Szemle című folyóiratok szerkesztőbizottságának tagja, utóbbinál 1993-ban a Debreceni Universitas elnökeként alapító, ma szerkesztőbizottsági elnök. Magyar nemzeti képviselő volt az International Union of Pure and Applied Chemistry (IUPAC) oktatási bizottságában (1990–1998).
A felsőoktatási közéletben három évtizede vesz részt aktívan. Volt a Természettudományi Dékáni Kollégium elnöke (1989/90), a TEMPUS Felügyelő Bizottság alapító tagja. 1993-ban az Országos Doktori és Habilitációs Tanács (ma ODT) alapító elnökévé választották, rektorsága után 2000–2004 között ismét elnöke. A Magyar Rektori Konferencia (1997–1998), a Felsőoktatási és Tudományos Tanács (2004–2006), két ciklusban a Magyar Felsőoktatási Akkreditációs Bizottság (MAB) elnöke (2007–2010, 2010–2012).
Részt vett az Európai Rektorkonferencia (CRE), a European Centre of Strategic Management of Universities (ESMU), a European Association for Quality Assurance (ENQA) munkájában.
A hazai közélet szereplőjeként országgyűlési (1998–2002), Hajdú-Bihar megyei közgyűlési (2002–2006) és Debreceni városi közgyűlési (2006–2010) képviselő volt a Magyar Szocialista Párt színeiben.

## Munkássága
Fő kutatási területe az oldatfázisú reakciók kinetikája. Elsősorban az ún. nem-lineáris, gyakran egzotikus reakciók néven említett folyamatokat tanulmányozta, ezek körében az overshoot-undershoot (Beck Mihállyal és Rábai Gyulával), az autokatalízis, a kémiai oszcillációk és az autokatalitikus reakciófrontok (kémiai hullámok) jelenségét. Jelentős visszhangot váltott ki a besugárzó fény oszcillációra gyakorolt hatásáról Beck Mihály és Gáspár Vilmossal közös eredménye. Elsőként észlelték és értelmezték — Irving Epsteinnel és Nagypál Istvánnal — a gravitáció hatását a kémiai hullámok terjedési sebességére. Póta Györggyel a hullámfrontok alakját és sebességét írta le egzaktul. Lengyel Istvánnal a salétromsavas autokatalitikus oxidációk mechanizmusát tisztázták. Nagy Istvánnal a polimerizációs reakciókban kelthető hullámfrontokat tanulmányozták.
Több mint félszáz tudományos közlemény szerzője vagy társszerzője. A felsőoktatás kérdéseiről is több közleményt publikált, illetve előadást tartott hazai és nemzetközi fórumokon. Hét egyetemi doktori és egy kandidátusi értekezés témavezetője volt. Vezetett fizikai-kémiai laborgyakorlatokat, szemináriumokat, hirdetett elméleti kémiai és reakciókinetikai kurzusokat, speciálkollégiumot a fényképezés kémiájáról, negyedszázadon át tartotta a fizikai-kémia főkollégiumot.

## Családja
1968-ban nősült, felesége dr. Kassai Zsuzsanna kémikus, a debreceni szülészeti klinika laboratóriumának (ma már nyugdíjas) vezetője. Házasságukból két fiúgyermek született.

## Díjai, elismerései
- Az Oktatásügy Kiváló Dolgozója (1975)
- Ifjúságért Érdemérem (1983)
- Pro Universitate (Kossuth Lajos Tudományegyetem, 1999)
- Doctor Honoris Causa (Nemzeti Sevcsenko Egyetem, Kijev, 1999)
- Pro Universitate (Debreceni Egyetem, 2001)
- A Magyar Köztársasági Érdemrend középkeresztje (2003)
- Az Országos Doktori Tanács (ODT) díszoklevele (2014)

## Főbb publikációi
- The Influence of Visible Light on the B-Z Oscillating Reactions Applying Different Catalysts (1983)
- Gravity-Induced Anisotropies in Chemical Waves (1986)
- Travelling Waves in the Acidic Nitrate–Ferroin Reaction (1989)
- The Nitric Acid/Nitrous Acid and Ferroin/Ferriin System (1991)
- Convective Chemical Fronts in the 1,4-Cyclohexane-dion–Bromate–Sulfuric Acid–Ferroin System (1998)
- Non scholae sed vitae discimus (2003)
- Metszetek kémiai doktori iskolákról
- Metszetek a magyar felsőoktatás közelmúltjából (2015)